# Lindsay Hoyle
Sir Lindsay Hoyle (Adlington, 1957. június 10. –) brit politikus, 2019 óta az Egyesült Királyság képviselőházának elnöke (Speaker of the House of Commons).